# Elandsgracht

Brug nr. 107, Elandsgracht / Lijnbaansgracht.

De Elandsgracht in Amsterdam is een gedempte gracht tussen de Prinsengracht en de Singelgracht in de Jordaan in het stadsdeel Amsterdam-Centrum.   
Het gedeelte tussen de Marnixstraat en Kinkerstraat is nooit gracht geweest en kreeg pas de naam Elandsgracht na de sloop van de vestingwerken en aanleg van de Kinkerstraat. Brug nr. 169 over de Singelgracht en brug nr. 107 over de Lijnbaansgracht verbinden de Elandsgracht in de richting van de Kinkerstraat. De Elandsgracht is een deel van de grachtengordel (west). 
Evenwijdig aan de Elandsgracht loopt de Elandsstraat. Aan de voormalige gracht liggen woonhuizen, winkels, cafés en restaurants. Het middengedeelte is in 2016 heringericht met bloembakken, bankjes en een speeltuintje en biedt parkeergelegenheid.
Te noemen gebouwen:
- Het Hoofdbureau van Politie ligt aan de Elandsgracht 117 / hoek Marnixstraat 260-262
- Op de hoek Elandsgracht / Lijnbaansgracht ligt Elandsgracht 113 en daarnaast antiekcentrum De Looier
- Aan de Elandsgracht 70 ligt het buurtcentrum 't Claverhuis.

Een deel van de Elandsgracht bij de hoek met de Prinsengracht heet sinds eind vorige eeuw het Johnny Jordaanplein. Hier staan beelden van bekende Jordanese muzikanten: Johnny Jordaan, Tante Leen, Manke Nelis, Johnny Meyer en het duo Jan & Mien. Er gaan stemmen op om ook een beeld van Willy Alberti en Koos Alberts te plaatsen. 

## Geschiedenis
In de Jordaan lagen elf grachten: van noord naar zuid: Palmgracht, Goudsbloemgracht, Lindengracht, Anjeliersgracht, Egelantiersgracht, Bloemgracht, Rozengracht, Lauriergracht, Elandsgracht, Looiersgracht en Passeerdersgracht. De Elandsgracht is in 1891 gedempt. De Goudsbloemgracht werd na 1857 gedempt, de Anjeliersgracht in 1861, de Rozengracht in 1889, de Lindengracht en de Palmgracht in 1895. Redenen voor demping waren de slechte waterkwaliteit en de noodzaak ruimte te scheppen voor het toenemende verkeer. Sindsdien zijn er diverse plannen geweest om grachten te ontdempen, maar deze stuitten op verzet van winkeliers en markthandelaren.
In de late 19e eeuw schreef Justus van Maurik jr. over Jacob Frederik Muller (1690-1718), die volgens de mythe de meest notoire Amsterdamse schurk aller tijden zou zijn geweest. Hij zou in het Fort van Sjaco aan de Elandsgracht ter hoogte van de nrs. 71-77 hebben gewoond.
Sinds 1975 wordt rond de Elandsgracht het jaarlijkse Jordaanfestival gehouden echter in 2024 niet. De laatste jaren vindt dat plaats op de dan voor het busverkeer afgesloten Appeltjesmarkt.
De gracht is in tegenstelling tot de eerste acht grachten in de Jordaan niet vernoemd naar een bloem, plant of boom maar naar de vele leerlooierijen die hier vroeger waren gevestigd en waar huiden van onder meer elanden werden bewerkt.

## Vervoer
Bij de kruising Elandsgracht / Marnixstraat liggen:
- de haltes voor de tramlijnen 5, 7, 17 en 19.
- het busstation voor streekvervoer van Connexxion.
- een taxistandplaats.

Op het gedeelte van de Elandsgracht tussen de Marnixstraat en de Singelgracht verscheen in 1905 de eerste tramlijn: lijn 7. Vanaf 1915 kwam lijn 17 erbij. Van 1974-1986 was hier een station voor de door Luud Schimmelpennink bedachte Witkar.

Elandsgracht gezien vanaf Prinsengracht kort voor de demping
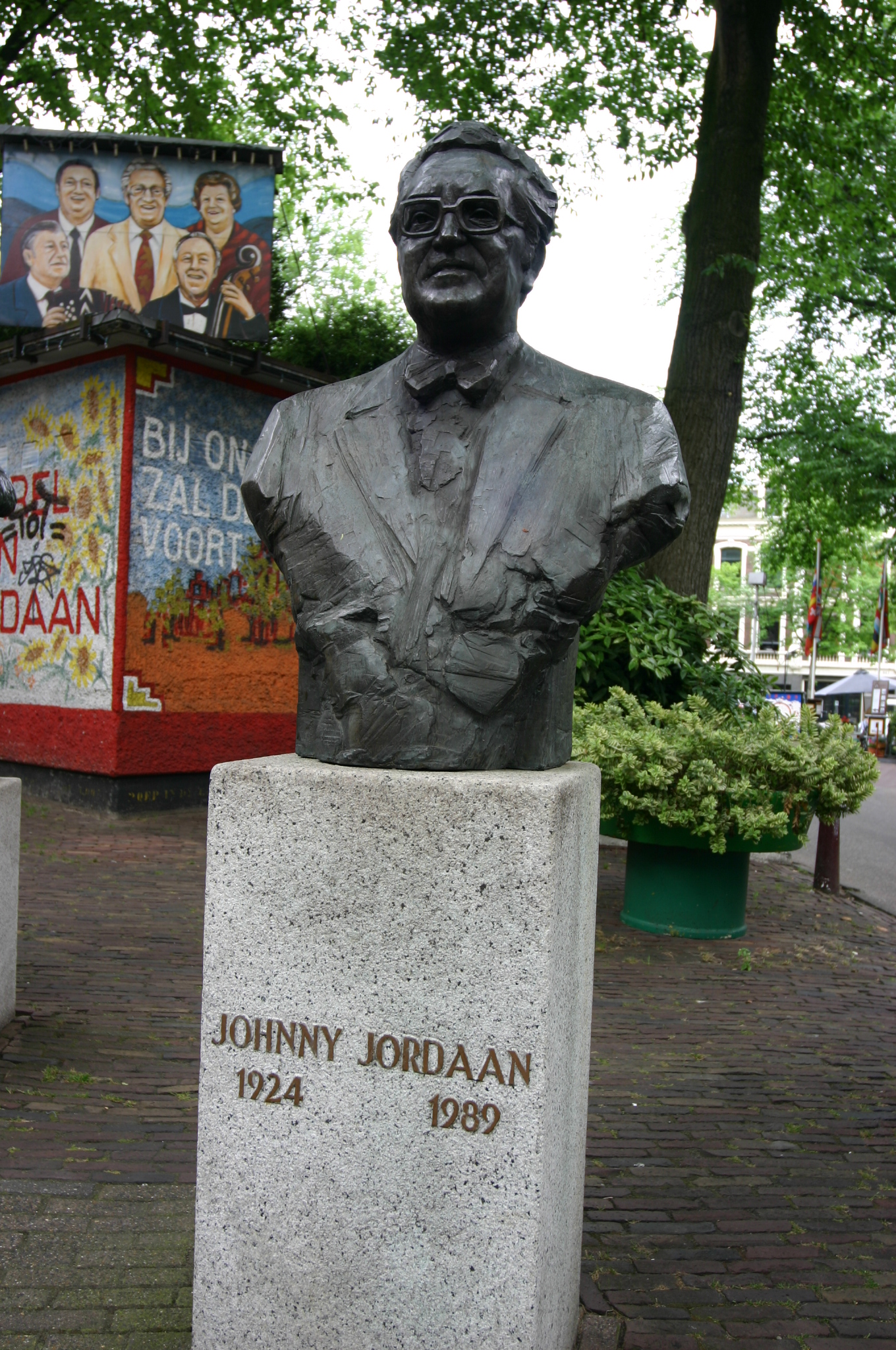
Borstbeeld van Johnny Jordaan op het Johnny Jordaanplein, Elandsgracht bij de Prinsengracht.
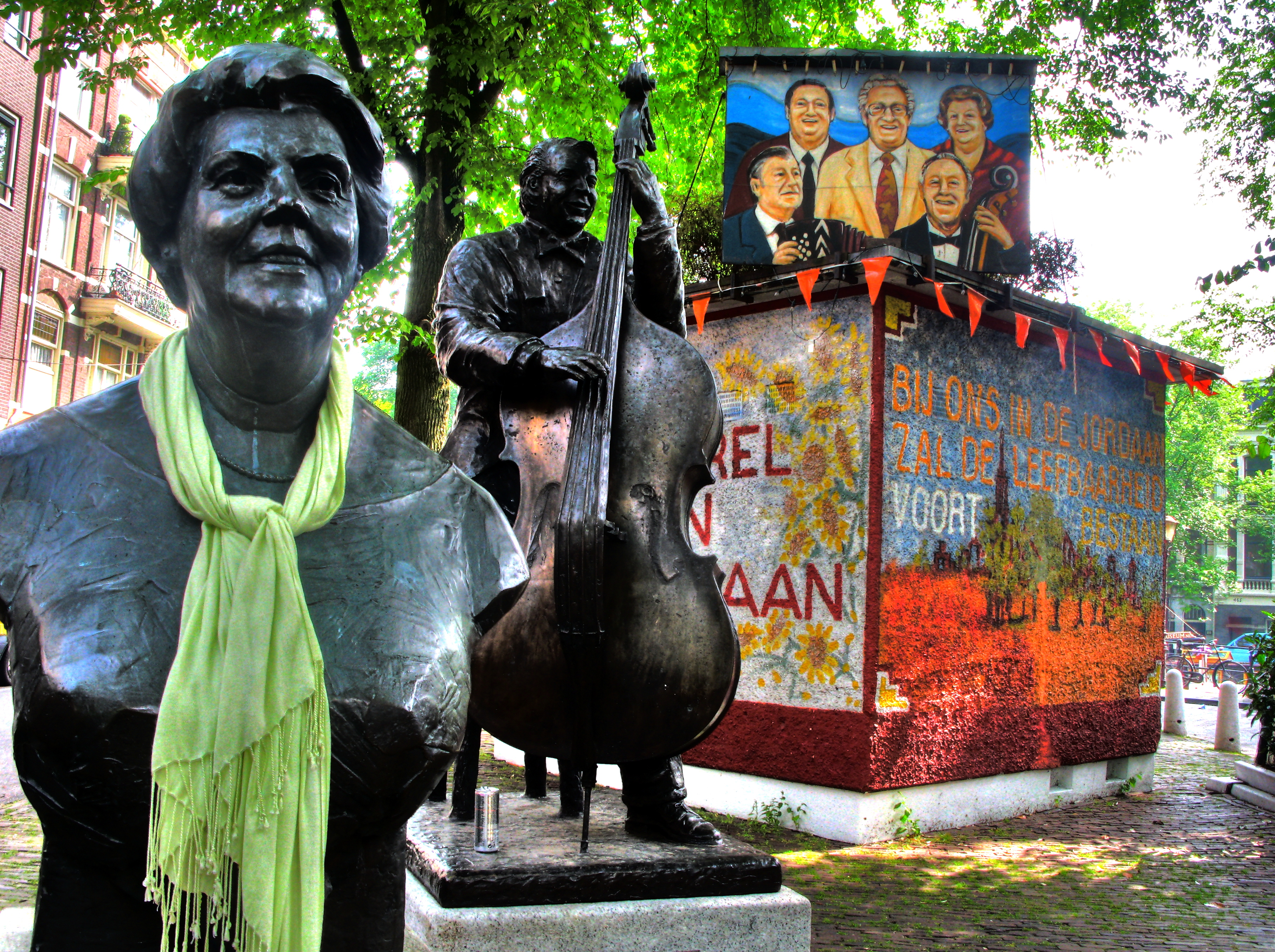
Borstbeeld van Tante Leen en van Manke Nelisop het Johnny Jordaanplein, Elandsgracht bij de Prinsengracht.
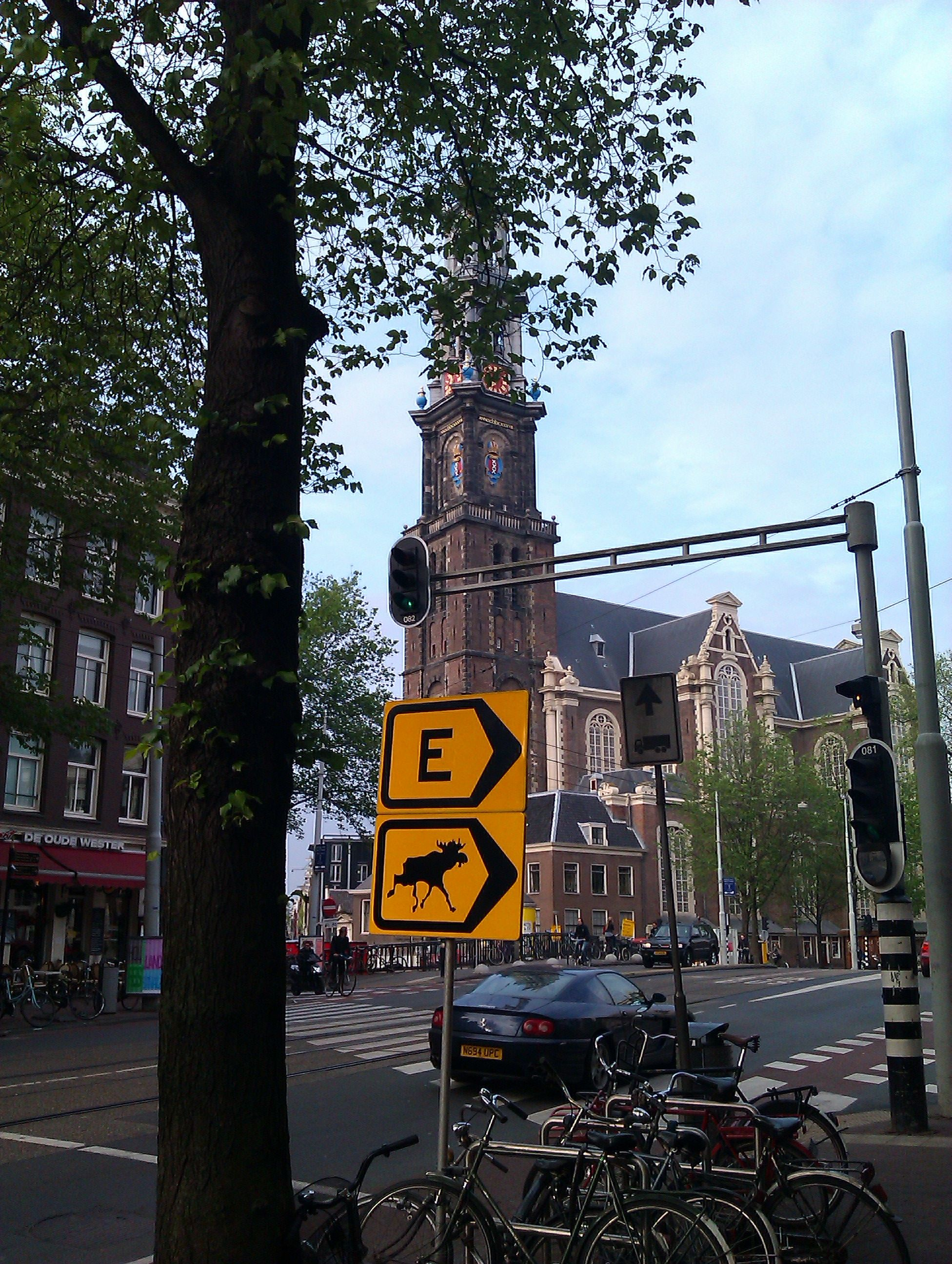
In mei 2011 was er wegens werkzaamheden een omleidingsroute ingesteld om de Elandsgracht te bereiken. Dit is het bijbehorende bord.